# Плеуродеза
Плеуродеза је палијативна метода лечења злоћудних (малигних) плеуралног излива у коме се део плеуралног простора вештачки уклања. То се постиже слепљивањем паријеталних и висцералних листова плућне марамице (облитерација плеуралног простора), тако да више нема простора у коме би се акумулирао излив. 
Механизам којим се постиже плеуродеза је артефицијално изазивање хемијског запаљења оба листа плућне марамице под дејством примењеног лека и стварање адхезија. За извођење плеуродезе најчешће се користи талк, али и блеомицин, флуороурацил, тетрациклини, склерозирајућа средства (алкохол, формалдехид, глицерин) и кортикостероиди. 
Плеуродеза побољшава квалитет живота болесних у терминалној фази болести. 

## Релевантна анатомија
Плућна марамица или плеура је танка опна која обавија оба плућна крила. Састоји се од два листа, од којих је један срастао са плућима, а други са зидом грудног коша. Танки лист који покрива непосредно спољашњу површину плућа назива се плућни или дробни лист, јер плућа припадају дробу или органима утробе. Спољашњи, дебљи лист марамице назива се зидни, пошто належе на зидове грудне дупље.
Два слоја-листа плућне марамице образују марамичну или плеуралну дупљу која је у физиолошким условима испуњена са око око 50 ml плеуралне течноститечности и без ваздуха је. Притисак течности који влада у овом простору нижи је од атмосферском, што је од значаја за нормалан процес дисања.
У патолошким условима, ваздух или вишак плеуралне течности може да се накупи у плеуралном простору. Када се такав процес понавља он доприноси значајним симптомима, који постају индикација за процедуру као што је плеуродеза.

## Индикације
Најчешћа индикација за плеуродезу је малигни плеурални излив, који је типично рефракторан.  Друге индикације за плеуродезу су рекурентни пнеумоторакс и рекурентни плеурални изливи.  Иако постоје многе опције управљања за лечење ових плеуралних болести, одлуку о наставку плеуродезе треба пажљиво донети након разговора са пацијентом и разматрања очекивања од процедуре. 
Индикације за хемијску плеуродезу су малигни плеурални изливи, рефракторни симптоматски немалигни плеурални изливи (хронична амбулантна перитонеална дијализа, хилоторакс, нефротски синдром, лупус, хидроторакс јетре и срчана инсуфицијенција), рекурентни примарни пнеумоторакс и други рекурентни пнеумоторакс.
Индикације за механичку плеуродезу су сличне хемијској плеуродези, уз додатну корист лечења основног узрока ако је присутан током исте процедуре. На пример, симултана инспекција и ресекција субплеуралних мехурића и була, који могу бити извор рецидивних пнеумотораса.

## Контраиндикације
Пошто успешна плеуродеза захтева физички контакт између висцералне и паријеталне плеуре, сваки процес болести који би ометао потпуну експанзију плућа (нпр. заробљена плућа, недовољна дренажа) би довео до неуспеха плеуродезе.  Плеурална манометрија у време терапијске торакоцентезе може помоћи у идентификацији плућа која се не могу проширити. Манометрија мери промене плеуралног притиска како се плеурална течност повлачи и омогућава израчунавање плеуралне еластанце на крају процедуре. Коначна вредност за плеуралну еластанцу ≥19 cm воде по литру уклоњене течности указује на велику вероватноћу нерастављивог плућа и предвиђа неуспех плеуродезе. Стога је медицинска плеуродеза генерално контраиндикована код таквих пацијената, а механичка плеуродеза би била пожељнији приступ. Појединачни изузеци се могу применити на пацијенте са веома малим локулисаним пнеумотораксима или пацијенте који одбијају механичку плеуродезу.
Остали фактори ризика за неуспешну плеуродезу укључују претходно зрачење грудног коша и трајање грудног коша дуже од десет дана, док фактори ризика за смрт укључују Карнофски индекс <50%, индекс телесне масе <25 kg/m², малигнитет и мушки пол.  Пацијенти са очекиваним животним веком мањим од три месеца не би требало да се лече плеуродезом и могу се лечити поновљеном торакоцентезом ако је потребно за ублажавање диспнеје.
Остале контраиндикације укључују недостатак пристанка пацијента, више од 150 ml течности која излази кроз грудни дрен и плеуралну инфекцију.

## Методе плеуродезе

### Хемијска метода
Хемикалије као што су блеомицин, тетрациклин (нпр. миноциклин ),  повидон-јод или каша талка могу се унети у плеурални простор кроз дренажу грудног коша. Унешене хемикалије изазивају иритацију између паријеталног и висцералног слоја плеуре што затвара простор између њих и спречава даље накупљање течности.    
Стерилни талк у праху , који се примењује интраплеурално преко грудне цеви, индикован је као склерозирајући агенс за смањење рецидива малигних плеуралних излива код симптоматских пацијената. Обично се изводи у време дијагностичке торакоскопије. 
Повидон јод је подједнако ефикасан и безбедан као талк, и може бити пожељнији због лаке доступности и ниске цене. 
Хемијска плеуродеза је болна процедура, па се пацијенти пре интервенције често премедикују седативи и аналгетици. Локални анестетик се може укапати у плеурални простор или се може поставити епидурални катетер за анестезију.  

### Хируршка метода
Хируршка плеуродеза, позната и као механичка или абразивна плеуродеза, може се извести путем торакотомије или торакоскопије. Ово укључује механичко иритирање апикалне и косталне плеуре, често помоћу јастучића за гребање (мали пенасти јастучић обложен абразивом) који се обично користи за чишћење врхова сечива електрокаутером. Штавише, хируршко уклањање паријеталне плеуре је ефикасан начин за постизање стабилне плеуродезе. 
Алтернативно, тунелски плеурални катетери (ТПК) могу се поставити у амбулантним условима јер често резултују ауто-плеуродезом, при чему се преносне вакуум боце користе за евакуацију плеуралне течности. Рутинска евакуација држи плеуру на окупу, што резултује физичком агитацијом катетера, и полако узрокује стварање ожиљака на плеури. Ова метода, иако је минимално инвазивно и минимално трошковно решење, захтева у просеку око 30 дана да се постигне плеуродеза и стога је најспорије средство за постизање плеуродезе међу осталим модалитетима. 
Конзервативно лечење примарног спонтаног пнеумоторакса није инфериорно у односу на интервентно лечење, са мањим ризиком од озбиљних нежељених догађаја.

## Компликације
Као и свака интервенција, и ова је праћена ризиком од инфекције. Компликације које се могу јавити укључују: 
- пнеумоторакс,
- повреду зида грудног коша,
- повреду артерије, вене или плућа,
- крвне угрушке у дубоким венама ногу или дислокацију дрена.